# Karel Valoušek
Karel Valoušek (21. března 1912 Brno – ?) byl český fotbalový záložník.

## Hráčská kariéra
V československé lize hrál za Moravskou Slavii Brno, aniž by skóroval.

### Prvoligová bilance
| Ročník          | Zápasy | Góly | Minuty | Klub                    |
| --------------- | ------ | ---- | ------ | ----------------------- |
| I. liga 1935/36 | 4      | 0    | 360    | SK Moravská Slavia Brno |
| I. liga 1936/37 | 8      | 0    | 720    | SK Moravská Slavia Brno |
| CELKEM I. LIGA  | 12     | 0    | 1 080  |                         |